# Дун Цзюнь
Дун Цзюнь (кит. 董军; род. 1961, Яньтай, Шаньдун) — китайский военачальник, адмирал (06.09.2021). Министр обороны Китая с 29 декабря 2023 года.
Главнокомандующий ВМС НОАК (2021—2023); прежде его заместитель с марта того же года. В 2017—2021 годах заместитель командующего Южным театром боевого командования НОАК.

## Биография
Служил командиром 92269-го отряда (Чжоушаньский водный район), заместителем начальника штаба Северного флота. В июле 2012 года получил звание контр-адмирала; в сентябре 2014 года стал заместителем командующего Восточного флота, также являлся начальником штаба этого флота. Служил заместителем начальника штаба ВМС НОАК. С января 2017 по февраль 2021 года заместитель командующего Южным театром боевого командования НОАК. В 2017 году имел возможность служить вместе с Чан Динцю, также являвшимся тогда замкомандующего Южным театром боевого командования НОАК, а ныне главкома ВВС НОАК (с 2021 года). В июле 2018 года получил звание вице-адмирала. Генеральный директор с китайской стороны совместных китайско-пакистанских военно-морских учений Sea Guardians 2020.
В июне 2022 года вместе с зампредом Центровенсовета генералом Сюй Циляном участник церемонии спуска на воду третьего китайского авианосца «Фуцзянь».
29 декабря 2023 года на седьмом заседании Постоянного комитета Всекитайского собрания народных представителей 14-го созыва был назначен министром обороны Китайской Народной Республики.
Адмирал (06.09.2021), вице-адмирал (июль 2018), контр-адмирал (июль 2012).